# Гарсия, Рико
Джошуа Рико Гарсия (англ. Joshua Rico Garcia, 10 января 1994, Гонолулу, Гавайи) — американский бейсболист, питчер клуба Главной лиги бейсбола «Сан-Франциско Джайентс».

## Биография

### Любительская карьера
Рико родился 10 января 1994 года в Гонолулу в семье Эдди и Геслин Гарсия, один из двух детей в семье. Там же учился в католической школе святого Людовика. В составе школьной бейсбольной команды Рико играл на позициях питчера и игрока третьей базы. После её окончания он поступил в Гавайский тихоокеанский университет, выбрав в качестве специальности рекламу и связи с общественностью.
За студенческую команду Гарсия выступал с 2013 по 2016 год. В сезоне 2014 года он установил рекорды университета по числу страйкаутов за сезон (74) и один матч (16), был признан самым ценным игроком команды. Летом 2015 года Рико играл в студенческой лиге Нортвудс за «Кеношу Кингфиш», помог команде выиграть чемпионский титул. В том же году его признали Атлетом года в Гавайском тихоокеанском университете. В 2016 году Гарсия был задрафтован клубом Главной лиги бейсбола «Колорадо Рокиз».

### Профессиональная карьера
С 2016 по 2019 год Гарсия выступал за фарм-клубы «Рокиз» в младших лигах. В сезоне 2019 года он провёл 12 матчей за «Альбукерке Айзотопс» в ААА-лиге, одержав две победы при четырёх поражениях с пропускаемостью 7,16. В конце августа он получил вызов в основной состав «Колорадо», заменив в составе травмированного Хермана Маркеса. В Главной лиге бейсбола Рико дебютировал в домашней игре против «Бостон Ред Сокс», сделав два страйкаута при пяти уоках, пропустив три хоум-рана и семь хитов. До конца сезона он появился на поле в ещё одной игре в качестве реливера. После окончания сезона клуб выставил Гарсию на драфт отказов, после чего права на него перешли к «Сан-Франциско Джайентс». В межсезонье он подписал с клубом новый контракт.